# Leavenworthia
Leavenworthia ist eine Pflanzengattung in der Familie der Kreuzblütengewächse (Brassicaceae). Das Verbreitungsgebiet ihrer etwa acht Arten liegt im Süden und Südosten der USA.

## Beschreibung

### Erscheinungsbild und Laubblätter
Die Leavenworthia-Arten sind unbehaarte, einjährige (winterannuelle) krautige Pflanzen mit liegenden, verzweigten Stängeln, die manchmal auch fehlen können.
Die in grundständigen Rosetten und manchmal auch am Stängel wechselständig angeordneten Laubblätter sind gestielt. Die Blattspreiten sind einfach oder fiederteilig-leierförmig mit glatten Blatträndern. Die am Stängel stehenden Blätter sind am Blattgrund nicht geöhrt.

### Blütenstände und Blüten
Die Blüten stehen normalerweise einzeln an langen Blütenstandsschäften, welche aus den grundständigen Rosetten herauswachsen. Manchmal bilden kräftige Pflanzen auch schirmtraubige Blütenstände mit wenigen Blüten. Die Blütenstandsachsen verlängern sich bis zur Fruchtbildung, der Blütenstand und später der Fruchtstand sind dann ebenfalls traubig.
Die zwittrigen Blüten sind vierzählig. Die vier ausgebreiteten oder schwach aufrechten Kelchblätter sind länglich oder länglich-linealisch geformt; das seitliche Paar ist nicht basal sack- oder beutelförmig gestaltet. Die vier Kronblätter weisen Farbtöne in weiß, lavendelfarben, orangefarben oder gelb auf. Sie sind wesentlich länger als die Kelchblätter. Die Form der freien Kronblätter reicht von verkehrt-eiförmig, spatelförmig, verkehrt-herzförmig bis verkehrt-lanzettlich. Der gegenüber der Kronblattplatte viel kürzere Nagel ist an der Spitze leicht oder tief ausgerandet, selten gestutzt oder stumpf. Von den sechs (aufrechten) Staubblättern besitzen vier die gleiche Länge, die beiden anderen sind kürzer. Die Staubfäden sind an ihrer Basis nicht verbreitert. Die länglichen Staubbeutel besitzen eine stumpfe Spitze. Es sind sowohl seitliche als auch in der Mitte angeordnete, Nektar absondernde, einzeln kranzförmig stehende Saftdrüsen vorhanden. Je Fruchtknoten sind 5 bis 25 Samenanlagen vorhanden. Der deutlich ausgebildete, schlanke oder gedrungene Griffel endet in einer kopfigen oder manchmal schwach zweilappigen Narbe.

### Früchte und Samen
Es sind manchmal Fruchtstiele vorhanden. Die glatten oder wulstigen, selten perlschnurartigen Schoten oder Schötchen sind linealisch bis länglich oder fast kugelförmig mit mehr oder weniger rundem Querschnitt. Sie sind breit septiert mit vollständigen Septen. Das Replum ist gerundet. Die Samen sind einreihig angeordnet. Der Samenmantel wird im nassen Zustand nicht schleimig.

### Chromosomenzahlen
Die Chromosomengrundzahl beträgt x = 11, 12, 15.

## Systematik

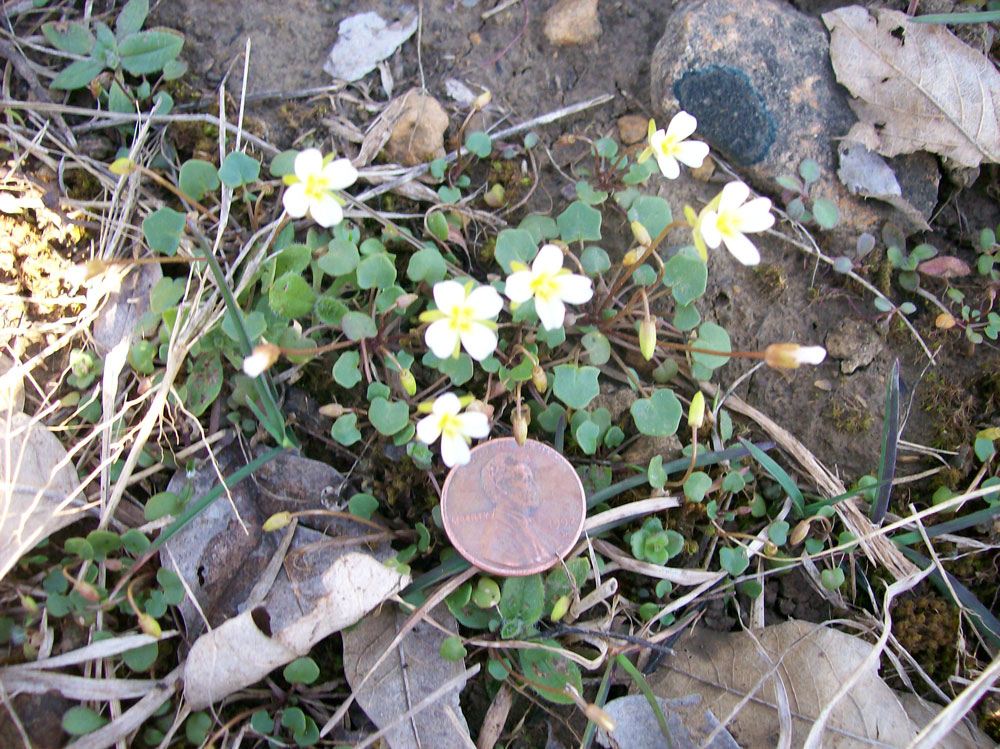
Leavenworthia exigua

Die Gattung Leavenworthia wurde 1837 von John Torrey in den Annals of the Lyceum of Natural History of New York, 4 (1), S. 87–94, Tafel 5 mit der Typusart Leavenworthia aurea Torr. aufgestellt. Sie ist nach Melines Conklin Leavenworth (1796–1862), einem amerikanischen Militärarzt, Physiker und Botaniker, der im Südosten der USA Sammlungen durchführte, benannt. Die Gattung Leavenworthia gehört zur Tribus Cardamineae Dum. innerhalb der Familie der Kreuzblütengewächse (Brassicaceae).
Die Gattung Leavenworthia enthält etwa acht Arten:
- Leavenworthia alabamica Rollins; ist ein Endemit von Nordwest-Alabama
- Leavenworthia aurea Torr.; kommt in Oklahoma und Texas vor
- Leavenworthia crassa Rollins; ist ein Endemit von Alabama
- Leavenworthia exigua Rollins; kommt nur in Alabama, Georgia, Kentucky und Tennessee vor
- Leavenworthia stylosa A.Gray; ist ein Endemit von Tennessee
- Leavenworthia texana Mahler (wurde auch als Unterart Leavenworthia aurea Torr. var. texana (Mahler) Rollins eingestuft[4]); ist ein Endemit von Texas.
- Leavenworthia torulosa A.Gray; kommt nur in Kentucky und Tennessee vor
- Leavenworthia uniflora (Michx.) Britton; kommt nur in den USA (Indiana, Ohio, Missouri, Alabama, Arkansas, Georgia, Kentucky, Tennessee) vor.

## Gefährdung und Schutz
Einige Leavenworthia-Arten werden von Bundesstaaten der USA als gefährdet beschrieben.